# 朝鮮総督府内務局
朝鮮総督府内務局（ちょうせんそうとくふないむきょく）は、朝鮮総督府に置かれた部局。
本項では、前身である朝鮮総督府内務部、後身である司政局についても触れる。

## 沿革
1910年（明治43年）10月1日、韓国併合にともない朝鮮総督府が設置されると、内務部が置かれた。内務部には庶務課および地方局・学務局の2局が置かれた。1915年（大正4年）3月31日、行政簡素化のために地方局が廃止されて地方課となった。
1919年（大正8年）8月20日の朝鮮総督府官制改正（勅令第386号）により、内務部は内務局に改められた。また、管轄下にあった学務局が総督直属の局となった。
1941年（昭和16年）11月19日、内務局は司政局に改組された。1943年（昭和18年）12月1日、司政局は総務局・殖産局・農林局・鉄道局・専売局とともに廃止された。

## 機構
1941年（昭和16年）9月1日現在。
- 内務局
  - 地方課
  - 社会課
  - 労務課
  - 土木課
    - 内務局土木出張所

  - 地方官吏養成所

## 歴代局長

### 内務局長（内務部長官・司政局長を含む）
| 氏名                     | 在任期間                                               | 備考                     |
| （朝鮮総督府）内務部長官 | （朝鮮総督府）内務部長官                               | （朝鮮総督府）内務部長官 |
| ------------------------ | ------------------------------------------------------ | ------------------------ |
| 宇佐美勝夫               | 1910年（明治43年）10月1日 - 1919年（大正8年）8月19日   |                          |
| （朝鮮総督府）内務局長   |                                                        |                          |
| 赤池濃                   | 1919年（大正8年）8月20日 - 1919年（大正8年）9月20日    |                          |
| 大塚常三郎               | 1919年（大正8年）9月20日 - 1925年（大正14年）6月15日   |                          |
| 生田清三郎               | 1925年（大正14年）6月15日 - 1929年（昭和4年）11月8日   |                          |
| 今村武志                 | 1929年（昭和4年）11月8日 - 1931年（昭和6年）7月22日    |                          |
| 牛島省三                 | 1931年（昭和6年）7月22日 - 1931年（昭和6年）9月23日    | 事務取扱                 |
| 牛島省三                 | 1931年（昭和6年）9月23日 - 1936年（昭和11年）5月21日   |                          |
| 大竹十郎                 | 1936年（昭和11年）5月21日 - 1941年（昭和16年）1月24日  |                          |
| 上滝基                   | 1941年（昭和16年）1月24日 - 1941年（昭和16年）11月19日 |                          |
| （朝鮮総督府）司政局長   |                                                        |                          |
| 鈴川寿男                 | 1941年（昭和16年）11月19日 - 1942年（昭和17年）10月3日 |                          |
| 新貝肇                   | 1942年（昭和17年）10月3日 - 1943年（昭和18年）12月1日  |                          |

### 内務部地方局長
| 氏名     | 在任期間                                             | 備考 |
| -------- | ---------------------------------------------------- | ---- |
| 小原新三 | 1910年（明治43年）10月1日 - 1915年（大正4年）3月31日 |      |